# Jean Savant
Jean Savant (Jean Victor Savant-Aleina; * 29. Juni 1911 in Neuilly-sur-Seine; † 18. Mai 1998 in Draveil) war ein französischer Historiker.

## Wirken
Savant hat eine große Anzahl von Büchern – Biographien, aber auch Editionen insbesondere zu Napoleon Bonaparte und seiner Zeit – veröffentlicht.
Er war „ewiger Kanzler“ einer kurzlebigen Académie d’Histoire in Paris. Diese wurde von Jacques Castelnau präsidiert; Marcel Cerf war Vizekanzler.

## Schriften (Auswahl)
Als Autor:
- La Turquie d’Ismet Ineunu. Sorlot, Paris 1944.
- Les cosaques. Balzac, Paris 1944.
- Alexandre de Rennenkampf et ses amis. Calmann-Lévy, Paris 1946.
- La vie fabuleuse et authentique de Vidocq. Seuil, Paris 1950.
- Tel fut Napoléon. Fasquelle, Paris 1953.
  - deutsch: Napoleon, wie er wirklich war. Übertragen von N. O. Scarpi. Scherz, Bern 1955.
- Tel fut Ouvrard. Le financier providentiel de Napoléon. Fasquelle, Paris 1954.
- Tel fut Barras. L’homme qui inventa Bonaparte. Fasquelle, Paris 1954.
- Tel fut le Roi de Rome. Fasquelle, Paris 1954.
- Napoléon et Joséphine. Première édition intégrale avec de nombreux inédits des lettres de Napoléon à Joséphine. Club du meilleur livre, Paris 1955.
- Les amours de Napoléon. Hachette, Paris 1956.
- Le vrai Vidocq. Hachette, Paris 1957.
- Les préfets de Napoléon. Hachette, Paris 1958.
- Les ministres de Napoléon. Hachette, Paris 1959.
- Talleyrand. Tallandier, Paris 1960.
- mit Pierre Barjot: Histoire mondiale de la marine. Paris 1961.
  - deutsch: Geschichte der Seefahrt. Übertragen von Hans Kaltenhäuser. Schuler, Stuttgart 1966.
- Napoléon. Veyrier, Paris 1974.[4]

Als Herausgeber:
- Les vrais mémoires de Vidocq. Présentés, annotés et commentés par Jean Savant. Corrêa, Paris 1950.
- Toute l’histoire de Napoléon. 16 Bände. Académie Napoléon, Paris 1951/52.
- Napoléon. Raconté par les témoins de sa vie. Corrêa/Buchet-Chastel, Paris 1954.
- Le procès de Vidocq. Documents originaux. Présentés et commentés par Jean Savant. Club du meilleur livre, Paris 1956.
- Mémoires de J. Casanova de Seingalt, écrits par lui-même. Suivis de Fragments des Mémoires du prince de Ligne. 12 Bände. Chronologie et notices de Gilbert Sigaux. Notes historiques et biographiques de Jean Savant. Edito-Service, Genf 1966/67.
- Mémoires historiques et secrets de l’impératrice Joséphine. Préface, chronologie, notes et biographies historiques par Jean Savant. 4 Bände. Edito-Service, Genf 1970.